# Njerevadjetjenten
Njerevadjetjenten är en sjö i Krokoms kommun i Jämtland och ingår i Ångermanälvens huvudavrinningsområde. Sjön har en area på 0,0629 kvadratkilometer och ligger 857,6 meter över havet. Njerevadjetjenten ligger i Gråberget-Hotagsfjällen Natura 2000-område.

## Delavrinningsområde
Njerevadjetjenten ingår i det delavrinningsområde (712372-142577) som SMHI kallar för Ovan 712344-142874. Medelhöjden är 840 meter över havet och ytan är 6,39 kvadratkilometer. Räknas de 10 avrinningsområdena uppströms in blir den ackumulerade arean 41,83 kvadratkilometer. Hällingsån (Guostabielejukke) som avvattnar avrinningsområdet har biflödesordning 3, vilket innebär att vattnet flödar genom totalt 3 vattendrag innan det når havet efter 323 kilometer. Avrinningsområdet består mestadels av kalfjäll (91 procent). Avrinningsområdet har 0,12 kvadratkilometer vattenytor vilket ger det en sjöprocent på 1,9 procent.